# Franciszek Rychter
Franciszek Pelikańczyk Rychter herbu Pelikan (zm. w 1773 roku) – podstoli krakowski w latach 1765–1773, burgrabia krakowski w latach 1754–1765, starosta nowotarski w 1766 roku.

## Życiorys
Był członkiem konfederacji generalnej 1764 roku. W 1764 roku wyznaczony przez konfederację do lustracji dóbr królewskich i innych dóbr w powiatach sadeckim, bieckim, szczyrzyckim i czchowskim województwa krakowskiego. Odznaczony Orderem Świętego Stanisława w 1772 r.